# Kim Ha-na (Leichtathletin)
Kim Ha-na (kor. 김하나; * 1. Juli 1985) ist eine ehemalige südkoreanische Leichtathletin, die sich auf den Sprint spezialisiert hat. Sie ist Inhaberin des südkoreanischen Rekords im 200-Meter-Lauf.

## Sportliche Laufbahn
Erste internationale Erfahrungen sammelte Kim Ha-na vermutlich im Jahr 2005, als sie bei den Asienmeisterschaften im heimischen Incheon mit 12,49 s und 25,45 s jeweils in der ersten Runde über 100 und 200 Meter aus. Zudem belegte sie mit der südkoreanischen 4-mal-100-Meter-Staffel in 47,01 s den fünften Platz. Anschließend gelangte sie bei den Hallenasienspielen in Bangkok mit 7,94 s auf den sechsten Platz im 60-Meter-Lauf. 2009 wurde sie bei den Asienmeisterschaften in Guangzhou in der ersten Runde im 100-Meter-Lauf disqualifiziert und schied über 200 Meter mit 24,55 s im Halbfinale aus. Zudem gewann sie mit der Staffel in 45,46 s gemeinsam mit Lee Sun-ae, Kim Ji-eun und Kim Cho-rong die Bronzemedaille hinter den Teams aus Japan und Thailand. Im Juli 2018 bestritt sie ihren letzten offiziellen Wettkampf und beendete daraufhin ihre aktive sportliche Karriere im Alter von 33 Jahren.
In den Jahren 2008 und 2010 wurde Kim südkoreanische Meisterin im 200-Meter-Lauf sowie 2010 auch über 100 Meter.

## Persönliche Bestleistungen
- 100 Meter: 11,59 s (+1,1 m/s), 20. Oktober 2009 in Daejeon
  - 60 Meter (Halle): 13. November 2005 in Bangkok
- 200 Meter: 23,69 s (−0,1 m/s), 21. Oktober 2009 in Daejeon (südkoreanischer Rekord)